# Juliann Faucette
Juliann Faucette est une joueuse de volley-ball américaine née le 25 novembre 1989 à San Diego (Californie). Elle mesure 1,88 m et joue au poste d'attaquante.

## Clubs
| Club                        | De        | À         |
| --------------------------- | --------- | --------- |
| Texas Longhorns             | 2006-2007 | 2010-2011 |
| Tiboni Urbino               | 2011-2012 | 2011-2012 |
| Futura Volley Busto Arsizio | 2012-2013 | 2012-2013 |
| Guangdong Evergrande        | 2013-2014 | 2013-2014 |
| Racing Club de Cannes       | 2014-2015 | 2014-2015 |
| Fujian Volleyball           | 2015-2016 | …         |

## Palmarès

### Équipe nationale
- Coupe panaméricaine
  - Finaliste : 2014[3].
- Championnat d'Amérique du Nord des moins de 20 ans
  - Vainqueur : 2006.

### Clubs
- Supercoupe d'Italie
  - Vainqueur : 2012.
- Coupe de France
  - Finaliste : 2015.
- Championnat de France
  - Vainqueur : 2015.